# 앙투안장 그로
앙투안장 그로(Antoine-Jean Gros, 1771년 3월 16일∼1835년 6월 25일)는 프랑스의 신고전주의 화가인 동시에 낭만주의의 선구자이다. 초상화가로 특히 전쟁화에 독보적인 명성을 나타내고 있다.

## 생애
그로는 파리 태생으로 아버지도 화가였고, 14세에 자크루이 다비드에게서 배웠다. 그 후 1793년에 홀로 이탈리아로 가서, 제노바에서 페테르 파울 루벤스의 격정적인 작품에 감화되어 심취했다. 자유분방한 천성과 주위의 모순으로 고민하다가 센강에 몸을 던져 죽었다.

## 작품 세계
작품에는 〈아르콜에서의 보나파르트〉가 있고, 1804년 작 〈자파의 페스트 환자를 위문하는 나폴레옹〉은 위문하는 나폴레옹이 환자와 만나는 순간을 그렸는데, 긴장과 정열을 충만시킨 대희곡(大戱曲)과 흡사한 박력은 열광적인 찬사를 받고 있다. 그는 나폴레옹에게 중용(重用)되었는데 특히 〈에로의 싸움〉(1808)은 전승(戰勝)의 광야를 가는 영걸(英傑)을 중심으로 초연이 남은 전장을 그린 것인데, 단순한 전장의 한 부분이 아닌, 전국(戰局)의 전모를 연상시킬 정도의 웅대한 분위기를 자아내어 거대한 서사시라 하기에 알맞고, 엄동의 백설이 깔린 들판이며, 한편으로는 전장의 비장감을 약동시켜서 이 작품은 전쟁화의 고금을 통한 명화로서 불리고 있다. 그로는 이 밖에도 전쟁화를 많이 제작했으며, 스승 다비드가 실각하여 벨기에로 떠날 때 다비드는 가장 신뢰하는 후계자로서 그에게 뒤처리를 부탁하였다. 더욱이 시대는 급속도로 변해 가지만 그로는 책임을 지고 다비드의 교의(敎義)를 계속 지켰으며, 만년에는 〈엘키르와디 오메드〉(1835)를 발표했으나 도리어 낭만파 화가들의 악평을 받았다.